# Television Broadcasting System
Television Broadcasting System è una società a responsabilità limitata, editore di varie reti televisive.

## Storia
La società nasce nel 1982 con il network nazionale Retecapri.
Con il passaggio al digitale terrestre, l'editore ha aperto il proprio mux digitale Alpha (oltre ad un mux Omega di sperimentazione, chiuso nel 2012) per trasmettere Retecapri ed ha creato alcune reti televisive tematiche.
Il 17 dicembre 2015 la società si avvia per il concordato preventivo. Nel maggio 2016 si scopre però che il concordato è stato archiviato: all'inizio si annuncia che esso sia stato respinto, ma in seguito da una dichiarazione ufficiale della redazione di Retecapri si apprende che in realtà esso è stato ritirato spontaneamente da TBS, che punta a risanare i propri debiti tramite la vendita di alcune LCN e della rete trasmissiva.
Difatti, dopo un primo annuncio il 26 novembre 2016, viene conclusa il 28 febbraio 2017 la vendita delle LCN 45 e 55 (dove erano presenti rispettivamente NekoTV e Capri Gourmet) a Sony Pictures Television; poi in aprile le LCN 20, 120 e 520 (posizioni affiliate rispettivamente a Retecapri, Retecapri 2 e Retecapri HD) vengono cedute a Mediaset. Il 21 febbraio 2019 vengono cedute a Mediaset anche le LCN 66 e 566.
Fino a maggio 2017, per mandare in onda le reti oltre alla principale Retecapri venivano usati vari lettori DVD, sui quali erano presenti video in loop già pronti.
Il 28 giugno 2022, durante la fase di completamento del refarming delle frequenze televisive terrestri, Retecapri, Capri Casinò e Capri Fashion sono costrette a interrompere le loro trasmissioni, anche a causa di ritardi nell'assegnazione della rete nazionale numero 12.

## Canali
- NekoTV (LCN 45): nato l'8 febbraio 2011 e realizzato in collaborazione con la società C.S.E. Multimedia prima ed Associazione Asialab poi, era dedicato all'immaginario fantastico occidentale ed orientale ed alla cultura popolare giapponese. Dal 2015 ha incluso nella sua programmazione televendite, con un ruolo sempre più maggioritario. Il 1º maggio 2017 viene chiuso con la vendita della sua LCN a Sony Pictures Entertainment Italia, che dal 4 maggio 2017 al 10 luglio 2019 l'ha utilizzata per Pop, successivamente l'11 luglio 2019 Pop viene sostituito da Boing Plus (la versione del canale principale Boing). Oggi Neko TV è una web TV. In origine il canale veniva mandato in onda usando un lettore DVD Sony con un video in loop per una settimana, poi veniva sostituito per includere i nuovi episodi dei programmi trasmessi.
- Retecapri 2 (LCN 120): canale semigeneralista nato alla fine del 2011. Dal 15 gennaio al 19 marzo 2013 fu temporaneamente sostituito da Dinamica Channel. Il 5 maggio 2017 viene chiuso con la vendita della sua LCN a Mediaset, che dal 14 maggio 2018 la utilizzerà come nuova posizione di Mediaset Italia Due, che a sua volta dal 9 luglio 2019 cede il posto a un doppione di 20 Mediaset.
- Capri Store (LCN 122): canale interamente dedicato alle televendite. Nato il 16 aprile 2010, A volte ha trasmesso anche film: dal 12 ottobre 2018 al 5 marzo 2019 ha trasmesso il ciclo "Un sogno in bianco e nero" momentaneamente interrotto su Retecapri. È stato chiuso l'11 marzo 2019 e sostituito da Retecapri.
- Retecapri (LCN 122): canale semigeneralista andato in onda sulla LCN 20 fino al 4 maggio 2017. Il giorno dopo questa LCN passa a Mediaset, che dal 4 aprile 2018 la utilizza per il suo nuovo canale e Retecapri passa alla LCN 66. Dal 28 febbraio 2019 anche l'LCN 66 e 566 passano a Mediaset dove riposiziona il canale Mediaset Italia Due.[12] Dal 5 marzo 2019 si sposta sull'LCN 122, in precedenza appartenuta a Capri Store.